# Limata laevifrons
Limata laevifrons är en tvåvingeart som först beskrevs av Friedrich Hermann Loew 1858.  Limata laevifrons ingår i släktet Limata och familjen bromsar. Inga underarter finns listade i Catalogue of Life.